# Cranogona dalensi
Cranogona dalensi är en mångfotingart som beskrevs av Jean-Paul Mauriès 1965. Cranogona dalensi ingår i släktet Cranogona och familjen Anthogonidae. Inga underarter finns listade i Catalogue of Life.